# Endasys euxestus
Endasys euxestus là một loài tò vò trong họ Ichneumonidae.